# Heinrich Trimbur
Heinrich Wolfgang Trimbur (* 23. August 1911 in Freudenstadt; † 16. Mai 1988 in Wien, Österreich) war ein deutscher Schauspieler, Theaterregisseur und Autor von Theaterstücken.

## Leben
Trimbur entstammte einer Theaterfamilie, die mit einer kleinen Wander- und Tourneebühne durch die Lande zog. Er begann seine Bühnenlaufbahn in den letzten Jahren vor Ausbruch des Zweiten Weltkriegs in Regensburg und trat später an Bühnen in Graz (während des Krieges), Frankfurt am Main und Wien auf. In der österreichischen Hauptstadt ließ er sich nach Kriegsende 1945 nieder und gehörte von 1946 bis 1949 dem Ensemble Die Insel an. Von 1950 bis 1954 wirkte Trimbur am Stadttheater und der Komödie in Basel, ab 1954 am Wiener Volkstheater. In dieser Zeit ließ man Heinrich Trimbur auch Stücke inszenieren, so etwa 1954 Goethes Faust und im Jahr darauf Molières Die Schule der Frauen und Brechts/Weills Die Dreigroschenoper.
Seit den 1950er Jahren kamen Angebote vom Film bzw. Fernsehen hinzu. Mit einem markanten Gesicht und einem Schnäuzer ausgestattet, ließ man Trimbur in kleinen Rollen oftmals hohe Honoratioren spielen, etwa Anwälte, Direktoren, Offiziere, Polizeipräsidenten, Adelige sowie Stadt- oder Regierungsräte spielen. Nebenbei verfasste er mehrere Märchenstücke. Im Laufe der frühen 1980er Jahre zog sich Heinrich Trimbur ins Privatleben zurück.
Heinrich Trimbur war verheiratet mit Helga Trimbur-Tattermus (geb. Tattermus; * 13. April 1924); aus dieser Beziehung ging eine Tochter hervor.

## Filmografie
- 1950: Erzherzog Johanns große Liebe
- 1953: Zwiespalt des Herzens (Die Venus vom Tivoli)
- 1958: Der Priester und das Mädchen
- 1959: Das Nachtlokal zum Silbermond
- 1959: Der Misanthrop
- 1960: Schatten der Helden
- 1960: Die Dame in der schwarzen Robe
- 1960: Brücke des Schicksals
- 1960: Schwarzer Kies
- 1961: Die kleinen Verwandten
- 1961: Er ging an meiner Seite
- 1962: Das süße Leben des Grafen Bobby
- 1962: Professor Bernhardi
- 1963: Der Bockerer
- 1963: Den Tod in der Hand
- 1963: Leutnant Gustl
- 1963: Detective Story
- 1964: DM-Killer
- 1965: Plädoyer für einen Rebellen
- 1966: Der Heiratsschwindler heiratet
- 1967: Bericht eines Feiglings
- 1968: Graf Yoster gibt sich die Ehre (eine Folge der TV-Serie)
- 1968: Reiterattacke
- 1969: Der Kampf um den Reigen
- 1969: Das Trauerspiel von Julius Caesar
- 1969: Ein Abend zu zweit
- 1969: Der Gerechte
- 1970: Die Türken kommen
- 1971: Wenn der Vater mit dem Sohne (eine Folge der TV-Serie)
- 1971: Die heilige Johanna
- 1972: Die Abenteuer des braven Soldaten Schwejk (eine Folge der TV-Serie)
- 1974: Okay S.I.R. (TV-Serie, Folge: Falsche Tasten)
- 1980: Die weiße Stadt
- 1984: Lieber Vater